# 風月泣殘紅
《風月泣殘紅》（英語：Valley of the Dolls）是一部1967年首映的美國劇情電影，改編自賈桂琳·蘇珊（Jacqueline Susann）的同名小說。原名中的「娃娃」並不是指洋娃娃，而是鎮靜劑類型毒品的俚稱。
電影由麥克·洛遜（Mark Robson）執導，巴巴拉·柏堅絲、莎朗·蒂、派娣·杜克及蘇珊·希活等主演，故事則描述三名少女決定到紐約市一闖天下後的經歷。

## 演員
- 巴巴拉·柏堅絲（Barbara Parkins）飾 Anne Welles
- 派娣·杜克（Patty Duke）飾 Neely O'Hara
- 莎朗·蒂（Sharon Tate）飾 Jennifer North
- Paul Burke 飾 Lyon Burke
- Tony Scotti 飾 Tony Polar
- 蘇珊·希活（Susan Hayward）飾 Helen Lawson
- Martin Milner 飾 Mel Anderson
- Charles Drake 飾 Kevin Gillmore
- Alexander Davion 飾 Ted Casablanca
- Lee Grant 飾 Miriam Polar
- Naomi Stevens 飾 Miss Steinberg
- Robert H. Harris 飾 Henry Bellamy
- 賈桂琳·蘇珊（Jacqueline Susann）飾 於Jennifer自殺現場的記者#1（Reporter #1 at Jennifer's suicide）
- Robert Viharo 飾 藝術電影導演（Art Film Director）
- Joey Bishop 飾 Telethon Emcee
- George Jessel 飾 格林美獎司儀
- 李察·杜里福斯（Richard Dreyfuss）飾 舞台助理經理（未掛名）

## 評價
此片上映時劣評如潮，卻大受觀眾歡迎。

### 提名
- 奧斯卡最佳音樂、配樂、改編音樂獎 —— 約翰·威廉斯
- 金球獎最有潛質女新人 —— 莎朗·蒂
- 格林美獎最佳原創電影配樂（Best Soundtrack Album for Motion Picture, Television or Other Media）—— 安德列·普列文

## 外部連結
- 互联网电影数据库（IMDb）上《風月泣殘紅》的资料（英文）
- AllMovie上《風月泣殘紅》的资料（英文）
- 爛番茄上《風月泣殘紅》的資料（英文）